# Harstad
Harstad (samisk: Hárštá) er en bykommune i Troms og Finnmark fylke i Norge. Kommunen omfatter den nordøstlige del af Hinnøya. Harstad grænser til Tranøy i nordøst, Andøy i nordvest, Kvæfjord i vest og Tjeldsund (i Nordland fylke) i syd. I sydøst forbinder Tjeldsundbroen Hinnøya med Skånland og fastlandet over Tjeldsundet, og i øst ligger Vågsfjorden, hvor Harstad grænser til Ibestad.
Harstad by er et vigtigt trafikknudepunkt og administrations- og skolecenter i Sør-Troms. Siden 1895 har værftsindustrien haft stor betydning for byens udvikling. Rikard Kaarbø regnes som byens grundlægger på grund af sit maritime og politiske virke. Han anlagde Harstad Mekaniske Verksted i 1895. Harstad var en tidligere forsvarsby. Byen og oplandet har lokalavisen Harstad Tidende og månedsmagasinet Harstad Nu.
Under kommunereformen i 1964 blev Harstad Kommune sammenlagt med de to tidligere kommuner Trondenes og Sandtorg, og fra 1. januar 2013 blev Bjarkøy kommune en del af Harstad. Landet omkring byen er et traditionelt landbrugsområde med en god jordkvalitet. Der findes stadig en del bondegårde i kommunen, men de fleste erhvervsaktive indbyggere arbejder nu i byområdet.
45 km fra Harstad i Evenes Kommune ligger lufthavnen Harstad/Narvik Lufthavn, Evenes. Lufthavnen blev åbnet i 1972 som en kombineret militær og civil lufthavn.
Harstad har midnatssol fra 22. maj til 18. juli og mørketid fra 30. november til 12. januar.

## Kommunens bygder
Nord for Harstad: Aune, Grøtavær, Nergård, Lundenes, Alvestad, Kjøtta, Kasfjord, Stornes, Årnes, Røkenes, Undlandet, Ervik, Gamnes,Vika, Berg, Hagan, Kilhus, Tennvassåsen, Tømmeråsen, Steinnes, Storvassbotn og Sørlia.
Syd for Harstad: Kilbotn, Nordvik, Melvik, Sørvik, Halsebø, Brokvik, Fauskevåg, Gausvik, Haukebø og Sandtorg.
- Grøtavær med ca. 100 indbyggere, på øen Grytøya, ligger mod nord, beskyttet mod Norskehavet af øer med hvide sandstrande. Stedet var tidligere et ike ubetydelig fiskeleje, men strukturændringer og centraliseringer, særlig i 1970- og 1980erne førte til fraflytning og mindre fiskeri. I dag lever de fleste af landbrug, turisme og ved at arbejde i Harstad. Indtil 2011 havde bygden sin egen skole, men efter at vejen mellem Dale og Alvestad, blev sikret mod stenskred, går eleverne i Lundenes skole. Under den 2. verdenskrig blev der i 1941 anlagt et tysk kystbatteri i Grøtavær med fire 15,5 cm kanoner med en skuddvidde på 18 kilometer.
- Nergård med ca. 200 indbyggere, på den østlige del af af øen Bjarkøya, var indtil 2013 administrationscenter i den tidligere Bjarkøy kommune. Øst i bygden ligger Bjarkøy kirke, en korskirke i træ fra 1765.
- Kilbotn 12 km syd for Harstad, ligger på den østlige side af Hinnøya. Bugten Kilbotn, som ligger inderst i bugten, er en arm af Vågsfjorden. Kommunens hovedanlæg for langrend ligger i Kilbotn. Her er flere erhvervsvirksomheder, blandt andet værksteder, et transportfirma og et regionalt vaskeri.
- Kasfjord med ca. 240 indbyggere, ligger ved Kasfjorden, ca. 11 km nordøst for Harstad. På sydøstsiden af bygden ligger søen Kasfjordvatnet. Kasfjord skole blev nedlagt i 2009 og eleverne blev overført til Ervik skole. Fiskeri kombineret med landbrug (fiskerbonden) var den vigtigste levevej i Kasfjord til omkring 1900. Både inde i fjorden og længere ude i Andfjorden er der mange gode fiskepladser hvor kasfjæringerne drev fiskeri. De deltog også i fiskeriet på Lofoten, udenfor Senja og i Finnmarken. Disse fiskerier var nødvendig for at kunne skaffe sig et tilfredsstillende udkomme. Kasfjord er nutiden et sted uden butik, skole, posthus og med nedlagte arbejdspladser. Udviklingen i bygden gik efterhånden over til mere og specialisering indenfor landbrug og fiskeri, og fiskerbonden forsvandt til fordel for gårdejerne og fiskerne. I 2012 var der kun tre aktive landmænd i Kasfjord. I nutiden har Kasfjord nogen de mest moderne landbrug i området indenfor mælkeproduktion og svineavl.
- Elgsnes er en lille landbrugsbygd ca. 16 kilometer nord for Kasfjord. Bygden ligger, ved enden af en smal halvø vest for øen Grytøya. Elgsnes kapell også kendt som "Hans Egedes minne" ligger ca. en km før Elgsnes. Stedet har været beboet fra den tidlige stenalder for mindst 10.000 år siden. Blandt mange interessante fund kan nævnes en rigt udstyret kvindgrav fra 600-800 e.Kr., herunder smykker fra Østersøregionen og Karelen. Også smedens grav fra vikingetiden (800 e.Kr.), som blev udgravet i 1950'erne, regnes som en af de rigeste af sin art i Skandinavien. Fra 1675 til 1914 var der ved Elgsnes et handelshus med op til 23 huse, inklusive hovedbygningen fra 1723. I 1798 fik handelscentret et kongelig licens som kro. Efterhånden som Harstad udviklede sig til at være en handelsby faldt handelen i Elgsnes, og 1914 sluttede det. I nutiden er kun hovedbygningen tilbage fra denne epoke.

## Kommunens øer
Harstad kommune omfatter også mange småøer. Hovedparten af kommunen ligger på Hinnøya som er Norges største ø. I den nordlige del af kommunen ligger øerne Grytøya, Bjarkøya, Sandsøya, Helløya, Flatøya og Krøttøya, i tillægtil en række mindre øer mellem Andfjorden i nordvest og Vågsfjorden i øst. Kommunen omfatter også de mindre øer Kjeøya, Litje Kjeøya, Kjøtta, Kjøttakalven, Åkerøya, Russeholmen, Måga, Svartskjæret, Litje Tjuvholmen, Store Tjuvholmen, Laukholmen, Arnøya, Store Rogla, Litje Rogla og Gressholman.
Projektet Bjarkøyforbindelsen er at forbinde øerne Bjarkøy, Sandsøy og Grytøy sammen, og dermed tættere til regioncenteret Harstad. 2013 blev Bjarkøy kommune en del af Harstad kommune. Forbindelsen forventes færdigbygget i slutningen af 2018:
Undersøisk tunnel mellem Grytøy–Bjarkøy på 3250 m, dæmning/bro mellem Grytøy–Sandsøy, en 900 meter lang dæmning, en 300 meter lang bro, samt tre lave broer på 44, 66 og 66 meter, og i alt 2600 meter ny vej.
- Grytøya har et areal på 107,74 km² og ca. 450 indbyggere. De største bygder på øen er Grøtavær, Bessebostad og Fenes. Fra Bjørnå går der en bilfærge til Stornes nordvest for Harstad på Hinnøya. Færgeforbindelserne mellem Grytøya, Sandsøy og Bjarkøy erstattes af Bjarkøyforbindelsen i slutningen af 2018.
- Bjarkøya (14,6 km²) med ca. 325 indbyggere, ligger nord for Grytøya. Højeste punkt på øen er Falkeberget på 248 moh. Øen er kendt i historien og nævnt i Snorres kongesagaer. Dette var hjemstedet til Tore Hund og hans søster Sigrid Toresdatter.
- Sandsøya ligger øst for Grytøya og sydøst for Bjarkøya, og har et areal på 10,91 km² og ca 100 indbyggere.
- Helløya er ubeboet (2,75 km²) ligger nord for Bjarkøya. Højeste punkt på øen er Kollen på 130 moh. På øens sydside ved Sundsvollsundet ligger et fuglefjeld som overvejende er tilholdssted for Ride (fugl)|rider. Man kan også observere at de fleste andre almindelige mågearter holder til på riderfjeldet, og i sundet kan der observeres ørn, skarv, rider og ravn.
- Flatøya (1,50 km²), der i nutiden ikke har nogen fastboende, ligger ca. 6 km nord for Bjarkøya. Bebyggelsen er samlet på en gammel strandflade udenfor det fredede området på den sydlige del af øen. Nord for bebyggelsen går der et stengærde tværs over øen som grænser mod udmarken og det fredede område. Omkring halvdelen af udmarksarealet er mose. Øen højeste punkt ligger kun 33 moh. Øst for øen ligger Kvitholmen. Af de omkring hundrede registrerede fuglearter som er registreret på Flatøya og havet omkring øen er der ca. 45 rugende arter. Vegetationen på øen og holmene består hovedsagelig af højmose, fattigkær, revling, skov og på Kvitholmen af eng.
- Krøttøya er en af flere mindre øer nord for Bjarkøya og mellem Andøya og Senja. Højeste punkt på øen er Kollen på 99 moh. Krøttøya er beboet og har hurtigbådsforbindelse til Bjarkøya, Harstad og Senja. Det er også en vej og bro fra Krøttøya til Meløyvær længere mod nord. Kystfortet Meløyvær fort blev indviet i 1989 og nedlagt i 2002.
- Kjeøya (0,46 km²) er ubeboet og ligger i Toppsundet mellem Hinnøya og Grytøya. På øen findes der helleristninger og gravhøje fra Jernalderen.
- Kjøtta (2,21 km²) i Vågsfjorden, ca. 9 km nordøst for Harstad. Der er bebyggelse langs øens nordvestlige side. I 2015 var der kun 10 fastboende indbyggere. De øvrige huse benyttes som feriehuse. Øen har ingen vejforbindelser.
- Åkerøya har et areal på 2,2 km², er 2 km lang og indtil 1.8 km bred, lavlands-ø på vestsiden af Vågsfjorden. Øens sydvendte område har tidligere haft flere gårde, som nu alle er ude af drift.
- Mågøya er ca. 900 m lang, og indtil 400 m bred. Terrænet er kuperet på den sydlige del, og mere flad i nord. Der har været en gård på den nordvestlige del.
- Arnøya (0,3 km²) er ubeboet og ligger ud for Harstad. Højeste punkt er Gammåsen (103 moh). Arnøya tilhørte i den katolske tid ærkebiskopstolen og fra 1530 protestanterne. Øen blev før i tiden brugt til fårehold og til andre husdyr. De første beboere var kun på øen om sommeren. 1718 bosætter en husmandsfamilie sig permanent på øen. De betaler leje til kirken og må udføre 30 dages arbejde om året for præsten.
- Store Rogla der er ubeboet har et areal på 1,97 km² og ligger ligger øst for Hinnøya. 1887 deles øen i to lige store gårde. I 1900 bor der 14 mennesker på øen. 1914 flytter de sidste fastboende fra øen.
- Gressholman er en gruppe holme som ligger ved det nordlige udløb af Tjeldsundet. Holmene er et vigtigt fritidsområde om sommeren, og benyttes meget til badning.

- Alvestad på Grytøya
- Bjarkøya
- Midnatssolen set fra Krøttøy
- Sandsøya Havn
- Helløya,
- Krøttøy og Meløyvær
- Krøttøy, set fra Meløyvær

## Historie
De første faste bosætninger i området er sandsynligvis i perioden fra 400 til 800 efter Kristus. Den sorte død hærgede i 1349 og lagde bebyggelsen i Harstad-området øde.
Trondenes Kirke ligger ca. 3 km nord for Harstad på Trondenes, har rødder helt tilbage til vikingtiden. Kirken blev færdig bygget ca. 1440. Den er bygget på et område hvor der tidligere har været trækirker fra 1100-tallet. Omkring kirken findes der rester af befæstninger fra 1100-tallet, som skulle beskytte en tidligere trækirke mod angreb. 1537 blev kirken en lutheransk menighedskirke.
I 1600-tallet boede fogeden og skriveren på Øvre Harstad, men stedet kan alligevel ikke regnes som bygdecentrum. På den tid var f.eks. Sørvik, Ervik, Røkenes, Elgsnes, Breivika og Forhavn vigtigere handelssteder. Da der i slutningen af 1700-tallet blev aktuelt at etablere en købstad i Senjen og Tromsø fogderier, var Gausvik, Kjøtta og Trondenes aktuelle steder, men ikke Harstad. 1610 Harstad var den største gård i Trondenes. 1649 blev Jens Pedersen Hind sorenskriver i Trondenes og bygger sin embedsgård på
1736 blev Seljestad og Botn udlagt til husmandsteder. 1750 opføres Røkenes gård i Harstad. 1770 var Christoffer Petersøn den første som slog sig ned i Harstadsjøen.
1826 blev Trondenes Seminar oprettes på Trondenes. Seminaret var forløberen for Tromsø lærerskole og blev drevet på Trondenes fra 1826 til 1848 da det blev flyttet til Tromsø.
1838 blev Bjarkøy Kommune oprettet under navnet Sand herred. Ved kongelig resolution af 6. december 1886 blev navnet ændret til Bjarkøy herred. Kommunens grænser var uændret frem til 1. januar 1964. Da blev dele af Bjarkøy kommune med 480 indbyggere som omfattede øerne Lemmingvær og dele Senja overført til Tranøy kommune.
1988 blev der anlagt et kystartillerifort på øen Krøttøy. Meløyvær Fort blev nedlagt i 2007, og fredet i juni 2013. Anlægget bestod af tre kanoner og en kommandocentral, og var et af de tre sidste kystforterne som blev bygget i Norge. Fortet var strategisk vigtig under Den kolde krig, og skulle dække området mellem Andøya og Senja. Kanonerne var monteret i et ca. 30 meter dybt anlæg som er udstyret sådan at det var selvforsynende med vand og strøm i en krisesituation. På grund af at anlægget er relativt nyt, er alle funktioner fuldt operative. Foruden den ene kanon er også kommandocentralen på Krøttøy bevaret i sin helhed. Luftværnstillingerne og nærområdet omkring fortet er også bevaret.

## 2. verdenskrig i Harstad og omegn
Efter at Sovjetunionens angreb på Finland den 30. november 1939 kom der den 6. december 86 finske flygtninge til Harstad.
13. april 1940 kom to tyske fly af typen JU-52 ind over byen og beskød byen med maskingeværild. Flyene blev beskudt med maskingeværer fra to luftværnsposter i byen og fra marinefartøjet «Torodd». Flyene blev ramt måtte nødlande på isen i Gullesfjord. Besætningen blev taget fange af lensmanden i Lødingen. Senere kom der i alt 142 tyske bombetogter over Harstad.
15. april 1940 om morgenen ankom den første store konvoj med britiske tropper til Harstad. Konvojen bestod af troppetransportskibene «Batory» (14.287 brt), «Reina Del Pacifico» (17.707 brt), «Monarch of Bermuda» (22.424 brt) og en let krydser. Lodsningen af materiel tog tre dage, og den 18. april omkring 15.000 blevet landsat. Alle muligheder for indkvartering blev udnyttet, som f.eks. i erhvervsbygninger og på landbrug udenfor byen.
Den 8. juni 1940 blev de sidste 9.800 allierede soldater evakuereret fra Harstad- og Narvik-området.
Den 13. juni 1940 ankommer de første tyske besættelsestropper til Harstad. 1. juli blev Harstads politimester afsat og Alf Lian fra Nasjonal Samling indsættes som politimester. Politikorpset med undtagelse af to mænd opsagde deres stillinger i protest og blev erstattet af NS-folk.
1941 begyndte den tyske værnemagt arbejdet med at bygge Trondenes Fort og bestykke det med de store Adolfkanoner som skulle sikre den nordlige indsejling til Narvik. Det grove arbejde blev udført af sovjetiske krigsfanger, i strid med folkeretten. For dem blev der i 1942 bygget en baraklejr i nærheden af Trondenes kirke. Under de mest forfærdelige forhold blev fangerne sat i arbejde. Der kunne være op til 1200 krigsfanger stuvet sammen i de mange barakker. Dødstallene i lejren var store. Kort efter krigen, blev der i lejren fundet en dagbog skrevet af krigsfangen Konstantin. Han skriver den 14. januar 1943: «Livet i lejren havde måske ikke været så slemt, hvis vi bare havde noget at spise». Videre skriver han at han siden den 28. december 1943 har ligget syg og afmagret i barakken. – Konstantin døde i foråret 1943. I alt døde der i lejren 410 sovjetiske krigsfanger. Der er opført et mindesmærke som symboliserer grusomhederne i fangelejren på Trondenes under krigen.
1941 anlagde tyskerne et kystfort på Bjarkøya. Befæstningen bestod af fire kanonstillinger med 15,5 cm kanoner, med en skudvidde på 18 000 m. I september 1944 blev batteriet overført til et Marinekystbatteri. Foruden kanonstillingerne var fortet udbygget med bunkere, barakker og løbegrave.
1943 blev Trondenes Fort på halvøen Trondenes i Vågsfjorden nord for Harstad anlagt af tyskerne, som en del atlantvolden og blev bestykket med fire af verdens største landbaserede kanoner – 40,6 cm i kaliber. Den ene kanon kaldes i folkemunde Adolf kanonen.
I august 1944, efter at tyskerne havde brændt og forladt Finnmark og Nord-Troms, oprettede de en ubådsbase i Kilbotn. Denne blev den 4. maj 1945 angrebet af 44 britiske hangarskibbaserede fly og var det sidste allierede angreb mod Norge under 2. verdenskrig. Under angrebet blev M/S "Black Watch", som var rekvireret af tyskerne og ombygget til hotelskib og depotfartøj for ubåde, sænket. To engelske fly blev skudt ned og i alt omkom 150 til 155 mænd. Under angrebet blev også M/S "Senja" tilhørende det Vesterålske Dampkibselskab og den tyske ubåd U711 sænket.
Den 8. maj 1945 kapitulerede de tyske besættelsestropper i Norge. Tyskerne havde 15.000 mand i Harstadområdet. Den 9. maj blev de afvæbnet af den den norske modstandsbevægelse, som overtog kontorerne fra det tyske sikkerhedspoliti. Den 9. maj blev der indgået en formel kapitulation for Harstad-distriktet. Den 10. maj blev ca. 90 af de norske NS-medlemmer i Harstad-området fængslet.

## Kultur
Trondenes Historiske Center (THS) er et kulturhistorisk center på halvøen Trondenes nordvest for Harstad. Centeret er placeret i historiske omgivelser med Trondenes Kirke (ca.1200 – 1450 e.kr) som et naturligt midtpunkt, og med en kultur- og natursti til Altevågen – hvor der det fortsat findes spor af nausttomter og gravsteder fra vikingetiden. THS blev indviet i maj 1997, og er i dag en afdeling af Sør-Troms museum. Den historiske museumsudstilling «Med kors og sværd gennem 1000 år» viser nord-norsk historie fra vikingtiden og middelalder, frem til 2. verdenskrig og nutidens bysamfund. Udstillingen er tekstet på norsk, tysk og engelsk.
Røkenes Gård kan skrive sin historie så langt tilbage som til folkevandringstiden (år 400-600). Gården var i brug i vikingtiden og i middelalderen. Hovedbygningen, er fra 1750, fadeburet noget ældre. Begge bygninger er fredet. Hovedbygningen i trøndelag-stilen antages at være opført af Nils Hansen Rafn. Sagkyndige mener at dette arbejde er udført af kirkebyggere fra Trøndelag som var her i forbindelse med reparationer af Trondenes kirke. Driftsbygningen blev rejst i 1899.
Kommunen fik sit eget kulturhus, Harstad kulturhus, i 1992. Forsvarets musikkorps Nord-Norge holder til i kulturhuset. Den 12.000 m² store kulturhus består af Storsalen og Lillesalen. På 2. og 3. etage er der foruden Harstad bibliotek, lokaler til blandt andet mindre selskaber og koncerter. Det kommunale hovedbibliotek har også en afdeling på Bjarkøy skole. Biblioteket har flere afdelinger: voksenafdeling, børn- og ungdomsafdeling, musikkafdeling og en lokalsamling.
Grottebadet er et badeland (svømmehal) i Harstad. Hallen er sprængt ind i fjeldet i Harstads centrum, og har blandt andet et 25 meters konkurrencebassin, legeland og varmtvandsbassin. Byggearbejdet begyndte i 1999 og Grottebadet blev åbnet i juni 2003. Da Grottebadet åbnede, blev den gamle svømmehal i Kanebogen lukket.
Harstad kommune er vært for Festspillene i Nord-Norge, som siden 1965 afholdes hvert år i den sidste uge i juni. De første festspil var nærmest som et stort nordnorsk sang- og musikstævne på frivillig basis. Senere kom et nyt vigtig element ind med sagaspil ved Laugen på Trondenes. Hovedformålet er at stimulere kunst- og kulturlivet i landsdelen og fremlægge grænseoverskridende projekter indenfor scenekunst, musik og visuel kunst.
BAKgården er en byfest midt i august som arrangeres over tre dage med koncerter og et stort marked i Harstads bymidte med ca. 80 udstillere.

## Politik
Harstad Kommmunes ordfører (borgmester) er siden 2011 Marianne Bremnes fra Arbeiderpartiet, mens "varaordfører" (stedfortræder) siden 2015 er Maria Serafia Fjellstad fra Venstre. Et samarbejde mellem Arbeiderpartiet, Venstre, Senterpartiet og Kristelig Folkeparti har haft flertal i kommunestyret siden 2015. Oppositionen udgøres af Fremskrittspartiet, Høyre, Sosialistisk Venstreparti, Rødt og Miljøpartiet de grønne. Kystpartiet, som har havde en repræsentant i bystyret, stillede ikke til valget i 2015.
Kommunestyret i Harstad består af 35 repræsentanter. Ved kommunevalget i 2015 var det 19 256 stemmeberettigede,

## Seværdigheder
Seværdighederne i distriktet er centreret omkring arkitektur og militærhistorie. Flere eksempler på de ældre træhusbebyggelser er bevaret og i daglig brug, bl.a. Røkenes Gård og Sandtorgholmen.
- Trondenes Historiske center ligger ca. 2,5 km nord for Harstad i nærheden af Trondenes Kirke. Det indeholder en permanent udstilling om stedet Trondenes gennem historien samt med skiftende udstillinger af kunst- og kulturhistoriske udstillinger.
- Trondenes Kirke fra omkring 1440, ca. tre kilometer nord for Harstad, er en sognekirke for Trondenes Sogn. Kirken er den nordligste bevarede middelalderkirke i Norge. Kirken er bygget på det samme område hvor der sandsynligvis har stået tre tidligere t trækirker fra 1100-tallet. Omkring kirken er der rester af et fæstningsværk. Kirken har tre altertavler i form af et alterskab fra slutningen 1400-tallet fra Lübeck* Trondenes Fort ligger på halvøen Trondenes i Vågsfjorden nord for Harstad.
- Meløyvær Fort er et nedlagt norsk kystartillerifort på Krøttøya. Der kan bestilles en guidet tur på fortet gennem Valhall hotell, Krøttøy
- Altevågen er et naturområde ligger i Trondenes udenfor Harstad. Navnet Altevågen er kommer af gammelnorsk alptr som betyder svane. Altevågen er altså "vågen der svanerne holder til". Den bedste udsigt over området får man fra Prædikestolen. Den fremskydende bjerghylde giver et flot overblik over vågen og Toppsundet. En informationstavle informerer om landskabet og navnene på de områder og fjeldtoppe man kan se fra udsigtspunktet. Nede på stranden ligger fortidsminderne som knytter Altevågen til Snorres saga om Olav den Hellige, samt kulturminder som ruinen af en kirkestue og en naust.
- Anna Rogde, verdens ældste sejlende skonnert, bygget 1868. Den blev solgt i 1991 til "Stiftelsen Anna Rogde" i Harstad. I 2010 blev Stiftelsen konsolideret med Sør-Troms museum. Skonnerten drives fortsat af frivillige. Omkring 20 mennesker er aktive i varierende grad.
- Harstad kirke fra 1958 ligger få hundrede meter vest for bymidten. Betonkirken har 500 pladser. Det trekantformede altertavlemaleri viser Jesus som holder Bjergprædikenen, og missionæren Hans Egede som taler for menneskerne på Grønland. Egede blev i 1686 født lige der hvor Harstad kirke står i dag. Kirken har to glasmalerier, et bagest i kirkeskibet og et på nordsiden af koret. Glasmaleriet i koret viser treenigheden, mens det bag i kirken skal udtrykke "Guds syvfoldige nåde".[1]
- Kanebogen kirke er en kirke fra 1999 i Harstad. Kirke er bygget på brandtomten til Fredly kapell.
- Handelsstedet Sandtorgholmen ligger på halvøen Sandtorgholmen ved Sandtorg i det sydligste hjørne af Harstad kommune. Handelsstedet er et af de ældste nord for Trondheim og nævntes første gang i 1321. Fra begyndelsen af 1800-tallet havde stedet et posthus, dampskibsekspedition, krambod, bageri, samt landbrug. Bryggen på Sandtorgholmen er fra begyndelsen af 1900-tallet. Tidligere har der været i alt 27 bygninger på stedet, men i dag er der kun et mindre antal huse tilbage. Hovedbygningen er et hus i dragestil som blev flyttet til sin nuværende placering i 1916. Fadeburet på stedet er omkring 300 år gammelt og Borgstuen blev bygget omkring 1860. Stedet ejes i dag af Harstad Kommune, og der er hotel-, campingplads og café.
- Grytøy Bygdetun er et museum i Lundenes med seks bygninger og over 3000 registrerede genstande. I hovedbygningen er det 26 værelser. En del af dem er udstyret med møbler som altid har været der, og en del benyttes til udstillinger. Foruden hovedbygningen er der huse med fadebur, stald med indretning, og lade med ældre landbrugsredskaber. Ved stranden står der en naust med nordnorske både, motorhus med gamle bådmotorer og en lille rorbu. Museet har åbent hver lørdag fra 11:00 til 14:00 fra først i juni til omkring 10 august.

- Trondenes Historiske Center
- Trondenes kirke
- Kanonen på Meløyvær Fort
- Harstad Kirke
- Kanebogen kirke, Harstad
- Bryggen på Sandtorgholmen

## Uddannelse
Kommunen har 22 skoler og Harstad er værtskommune for fire videregående skoler, en professionshøjskole og en folkehøjskole. Fra 1. januar 2016 blev højskolen en del af Universitetet i Tromsø.

## Kendte harstadværinger
- Tore Hund (990–1036), var en norsk vikingehøvding fra Bjarkøy på Hålogaland
- Hans Egede (1686–1758) er opvokset på gården Harstad. Han var præst på Lofoten og missionær i Grønland.
- Leif Bothner, modstandsmand, politiker († 1986)[2]
- Hanna Kvanmo, politiker († 2005)
- Knut Andersen, filmregissør († 2019)[3]
- Leif Arne Heløe (1932–), politiker, sosialminister
- Reidar Thomassen («Richard Macker») (1936–), forfatter[4]
- Odd Børre Sørensen («Rocke-Børre»), sanger[5]
- Tove Veierød (1940–), politiker, sosialminister
- Karl Erik Harr (1940–)
- Unni Wikan (1944–), professor i sosialantropologi
- Unni Anisdahl (1947–), sportsjournalist, håndboldspiller
- K.M. Myrland (1948–), visesanger[6]
- Kine Hellebust (1954–), sanger
- Ketil Stokkan (1956–), sanger
- Kristin Clemet (1957–), politiker
- Randi Hansen (1958–), sanger
- Kjetil Rolness (1961–), sosiolog, forfattar/skribent, sanger
- Elisabeth Aspaker, politiker, fylkesmand i Troms og Finnmark (2019-),[7] regeringsmedlem
- Iren Reppen (1965–), artist, forfatter[8]
- Knut Frostad (1967–), olympisk sejler
- Lars A. Sandness (1973–), hip-hop-artist i Tungtvann, kjend som «Poppa-Lars»
- Runar Normann[9] (1978–)
- Jon Lech Johansen (1983–), kjend som «DVD-Jon»

## Venskabsbyer
- Helsingør i Danmark
- Kirovsk i Rusland
- Umeå i Sverige
- Vaasa i Finland